# Stadtmuseum Malbork

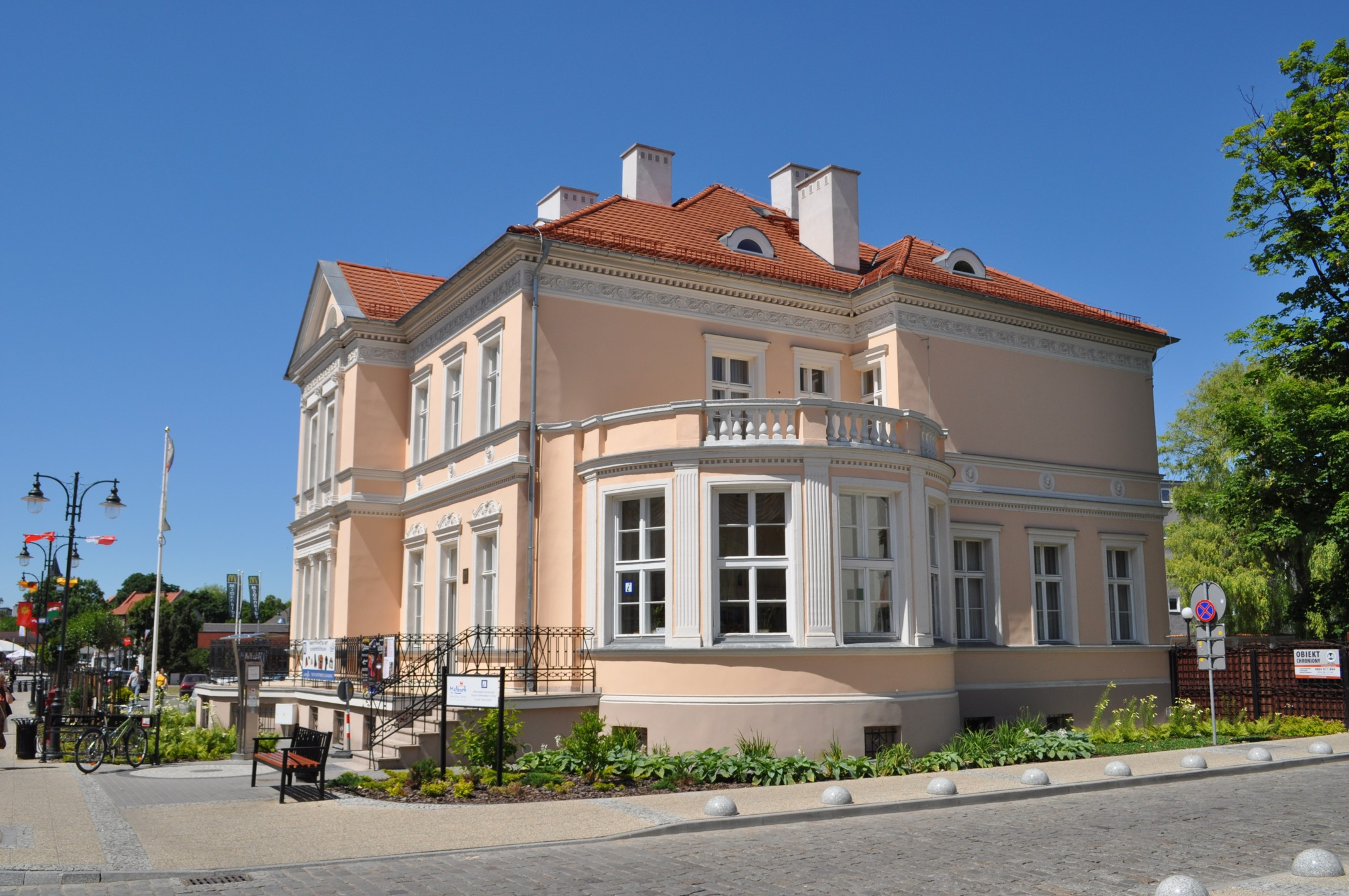
Stadtmuseum Malbork (2010)

Das Stadtmuseum (polnisch Muzeum Miasta Malborka) in Malbork hat Anfang 2018 seine Tätigkeit aufgenommen. Sitz des Museums ist die Villa Flatauer aus dem späten 19. Jahrhundert in der Tadeusza Kościuszki-Straße 54.

## Geschichte
In der damals deutschen Stadt bestand von 1925 bis 1947 ein Stadtmuseum. Zehn Jahre lang wurde die Einrichtung eines Stadtmuseums mit Beteiligung des Heimatkreis Marienburg debattiert. Der Heimatkreis beschloss 2017, dass Teile aus dem Heimatkreisarchiv aus Hamburg nach Marienburg verlagert werden. Die erste große Aufgabe dieses Archivs, das einen breiten Blick auf die polnisch-deutsche Geschichte des Ortes ermöglicht.

## Villa
Die Villa gehörte Arnold Flatauer (gest. 1964), der viele Jahre lang Stadtrat und lokaler Mäzen war, bis er 1933 vor den Nazis fliehen musste. Ab 1934 wurde die Villa von der Kreisleitung der NSDAP genutzt. Nach dem Krieg und der polnischen Übernahme wurde die Villa verschiedentlich u. a. als Parteizentrale und Schule genutzt.

## Verweise
muzeum.malbork.pl

## Nachweise
Erik Fischer, Phönix aus der Asche – Das Marienburgeer Stadtmuseum als Ort gemeinsamer Erinnerung, Westpreußen, 1. (76.) Jahrgang, Heft 1